# أووسو هايفورد
أووسو هايفورد (بالإنجليزية: Owusu Hayford)‏ هو لاعب كرة قدم غاني في مركز الوسط، ولد في 25 أكتوبر 1981 في سيكوندي تاكورادي في غانا. لعب مع نادي ميدياما.